# العلاقات الليبية النيكاراغوية
العلاقات الليبية النيكاراغوية هي العلاقات الثنائية التي تجمع بين ليبيا ونيكاراغوا.

## مقارنة بين البلدين
هذه مقارنة عامة ومرجعية للدولتين:
| وجه المقارنة                                              | ليبيا                                       | نيكاراغوا        |
| --------------------------------------------------------- | ------------------------------------------- | ---------------- |
| المساحة (كم2)                                             | 1.76 مليون                                  | 130.38 ألف       |
| عدد السكان (نسمة)                                         | 6.37 مليون                                  | 6.22 مليون       |
| الكثافة السكانية (ن./كم²)                                 | 3.62                                        | 47.71            |
| العاصمة                                                   | طرابلس                                      | ماناغوا          |
| اللغة الرسمية                                             | اللغة العربية، اللغة العربية الفصحى الحديثة | اللغة الإسبانية  |
| العملة                                                    | دينار ليبي                                  | كوردبا نيكاراغوا |
| الناتج المحلي الإجمالي (بليون دولار)                      | 50.98 مليار                                 | 13.81 مليار      |
| الناتج المحلي الإجمالي (تعادل القوة الشرائية) بليون دولار | 69.32 مليار                                 | 31.63 مليار      |
| الناتج المحلي الإجمالي الاسمي للفرد دولار أمريكي          |                                             | 2.09 ألف         |
| الناتج المحلي الإجمالي للفرد دولار أمريكي                 | 15.60 ألف                                   | 4.92 ألف         |
| مؤشر التنمية البشرية                                      | 0.724                                       | 0.631            |
| رمز المكالمات الدولي                                      | +218                                        | +505             |
| رمز الإنترنت                                              | .ly                                         | .ni              |
| المنطقة الزمنية                                           | ت ع م+02:00، توقيت شرق أوروبا               | 00               |

## منظمات دولية مشتركة
يشترك البلدان في عضوية مجموعة من المنظمات الدولية، منها:
| علم المنظمة | اسم المنظمة                        | تاريخ انضمام ليبيا | تاريخ انضمام نيكاراغوا |
| ----------- | ---------------------------------- | ------------------ | ---------------------- |
|             | منظمة حظر الأسلحة الكيميائية       | ?                  | ?                      |
|             | البنك الدولي للإنشاء والتعمير      | 17 سبتمبر 1958     | 14 مارس 1946           |
|             | الأمم المتحدة                      | 14 ديسمبر 1955     | 24 أكتوبر 1945         |
|             | منظمة الشرطة الجنائية الدولية      | ?                  | ?                      |
|             | وكالة ضمان الاستثمار متعدد الأطراف | 5 أبريل 1993       | 12 يونيو 1992          |
|             | يونسكو                             | 27 يونيو 1953      | 22 فبراير 1952         |
|             | مؤسسة التنمية الدولية              | 1 أغسطس 1961       | 30 ديسمبر 1960         |
|             | مؤسسة التمويل الدولية              | 18 سبتمبر 1958     | 20 يوليو 1956          |
|             | الاتحاد البريدي العالمي            | ?                  | ?                      |
|             | الاتحاد الدولي للاتصالات           | 3 فبراير 1953      | 12 مايو 1926           |

## وصلات خارجية
- موقع وزارة الخارجية الليبية
- موقع وزارة الخارجية النيكاراغوية